# تولید و فرآوری گیاهان دارویی
تولید و فرآوری گیاهان دارویی کتابی از رضا امید بیگی است که در سال ۱۳۸۹ منتشر و در مراسم کتاب سال جمهوری اسلامی ایران به‌عنوان کتاب برگزیده معرفی شد.